# Pierre Feuillère
Pierre Jean Marie Feuillère est un acteur français né le 24 août 1906 à Marseille et mort le 13 juin 1945 à Paris 18e.

## Biographie
Animateur du Théâtre du Marais, il fut l'époux de l'actrice Edwige Feuillère qui fit carrière en conservant son nom, puis, en secondes noces, de l'actrice belge Solange Moret, avec laquelle il se donna la mort, par intoxication au gaz, en juin 1945, à leur domicile du 47, avenue Junot.

## Filmographie
- 1931 : Coiffeur pour dames de René Guissart
- 1931 : Tu seras duchesse de René Guissart : Léon
- 1933 : Tire-au-flanc d'Henry Wulschleger
- 1934 : Léopold le bien-aimé d'Arno-Charles Brun : Martial
- 1934 : Le Billet de mille de Marc Didier
- 1934 : Sidonie Panache d'Henry Wulschleger (film tourné en deux époques) : Tiburce
- 1935 : Gaspard de Besse d'André Hugon Séraphin Cocarel
- 1935 : Touche-à-tout de Jean Dréville
- 1937 : Le Cantinier de la coloniale d'Henry Wulschleger
- 1939 : Thérèse Martin de Maurice de Canonge : Maître Moumelon
- 1939 : Battement de cœur d'Henri Decoin : le second voleur
- 1939 : Le Chasseur de chez Maxim's de Maurice Cammage
- 1939 : Monsieur Brotonneau d'Alexandre Esway : Jacques Herrer
- 1939 : Tourbillon de Paris d'Henri Diamant-Berger
- 1941 : La Prière aux étoiles de Marcel Pagnol (film resté inachevé)
- 1942 : Ne le criez pas sur les toits de Jacques Daniel-Norman : Riquet

## Théâtre
- 1927 : Vient de paraître d'Édouard Bourdet, mise en scène Victor Boucher, Théâtre de la Michodière
- 1929 : Fragile d'André Lang, Théâtre Fémina
- 1933 : Un homme du Nord de Charles Méré, mise en scène André Brulé,  Théâtre Marigny